# 金格里鎮區 (堪薩斯州托馬斯縣)
金格里鎮區（英語：Kingery Township）為美國堪薩斯州托馬斯縣轄下的鎮區。2010年美国人口普查中該鎮區人口有87人。

## 地理
金格里鎮區涵蓋總面積為372.45平方（143.80平方英里），其中372.45平方（143.80平方英里）為陸地，0平方（0平方英里）或0%為水域。海拔高度1,024（3,360英尺）。

## 人口統計
根據2010年美國人口普查，金格里鎮區人口有87人，住房44戶，人口密度為0.23人/每平方公里。此鎮區居民之種族中，白人有84人，非裔美國人有0人，美洲原住民有0人，亞裔美國人有0人，太平洋島裔美國人有0人，其他種族有3人，混血種族則有0人。此外此鎮區有3人為西班牙裔或拉丁裔美國人。